# Último Guerrero
Último Guerrero, właśc. José Gutiérrez Hernández (ur. 1 marca 1972) – meksykański luchador walczący w federacji Consejo Mundial de Lucha Libre.
19 września 2014 stracił maskę po przegranej walce z Atlantisem podczas CMLL 81st Anniversary Show.

## Mistrzostwa i osiągnięcia
- Consejo Mundial de Lucha Libre

- CMLL World Heavyweight Championship (1 raz)
- CMLL World Light Heavyweight Championship (1 raz)
- CMLL World Tag Team Championship (6 razy) – z Rey Bucanero (3), Dr. Wagner Jr. (1), Atlantis (1) i Dragón Rojo Jr. (1)
- CMLL World Trios Championship (3 razy) – z Atlantis i Tarzan Boy (1), Atlantis i Negro Casas (1), i Euforia i Niebla Roja (1)
- NWA World Historic Middleweight Championship (1 raz, obecny)
- Carnaval Incredible Tournament (2000) – z Rey Bucanero i Mr. Niebla
- Copa de Arena Mexico: 1999 z El Satánico i Rey Bucanero
- Copa Bobby Bonales (2014)
- International Gran Prix (2006, 2007)
- Torneo Gran Alternativa (1999 (I)) – z Blue Panther
- Torneo Gran Alternativa (2008) – z Dragón Rojo Jr.
- Torneo Gran Alternativa (2011) – z Escorpion
- Universal Championship (2009, 2014)
- CMLL Rudo of the Year (2009)
- CMLL Tag Team of the Year (2010) – z Atlantis

- Federacion Mundial de Lucha Libre

- Champion du Monde (1 raz)

- International Wrestling Revolution Group
  - Copa Higher Power (1999) – z Astro Rey Jr., Máscara Mágica, Rey Bucanero i El Satánico
- Lucha Libre Azteca

- LLA Azteca Championship (2 razy)

- Pro Wrestling Illustrated

- 10 miejsce w PWI 500 z 2009 roku

- Toryumon Mexico

- Copa Mundial (2014)
- Copa NSK (2013)

- Total Nonstop Action Wrestling

- TNA World X Cup (2008) – z Volador Jr., Rey Bucanero i Averno

- Universal Wrestling Entertainment

- UWE Tag Team Championship (1 raz) – z Atlantis

- World Wrestling Association

- WWA World Tag Team Championship (1 raz) – z Perro Aguayo Jr.

- Wrestling Observer Newsletter

- Best Tag Team of the Decade (2000–2009) – z Rey Bucanero